# Alice Rattled by Rats
Alice Rattled by Rats é um curta-metragem de animação estadunidense de 1925, lançado como parte da série Alice Comedies.